# Josef Hráský
Josef Hráský (31. prosince 1905, Slavoňov – 20. října 1981, Praha) byl český archivář.

## Život
Narodil se v rodině venkovského učitele. Střední školu absolvoval v Náchodě. V letech 1924–1928 vystudoval na filozofické fakultě Karlovy univerzitě v Praze obory historie a zeměpis. Studium roku 1929 zakončil doktorátem, s disertační prací na téma Nové Město nad Metují v letech 1501-1634. O tři roky později v době let 1931–1934 absolvoval kurs na Státní archivní škole.
Od roku 1931 zároveň pracoval v Ústředním archivu ministerstva vnitra, kde setrval až do roku 1951. V roce 1937 se stal vrchním komisařem archivní a knihovní služby a vedoucím konzervace archiválií, následně v roce 1942 pak odborovým radou. V období 1946–1950 působil na Státní archivní škole. O rok dříve se rovněž stal členem archivní komise při Ministerstvu školství a osvěty. V období nacistické okupace byl pronásledován kvůli své židovské manželce Martě, rozené Pickové (1913-2001) z Nového Města nad Metují. Následně v letech 1942-1943 pracoval jako skladník a pomocný dělník v Praze, v letech 1944–1945 byl umístěn do kárného pracovního a koncentračního tábora Klein Stein u Opolí v
Polsku a s postupující frontou převezen do Německa (Osterode am Harz), kde se spřátelil s archivářem Františkem Holcem. Po válce se vrátil na své místo do Archivu ministerstva vnitra, v roce 1951 byl propuštěn ze zaměstnání z důvodů odmítnutí vstupu do KSČ a emigrace svého bratra. Poté pracoval devět let jako dělník v podniku Meopta v Praze-Modřanech. Zároveň se stal badatelem Archivu hlavního města Prahy, nashromáždil velké množství excerpt. V roce 1960 získal práci ve Státním židovském muzeu, kde pracoval nejdříve jako konzervátor, v roce 1968 jako náměstek ředitele a do roku 1971 jako vedoucí sbírkového oddělení.
Ve své archivní praxi se zabýval pořádáním a katalogizací listin zrušených klášterů. Byl znalcem pražských cechů, konkrétně zlatníků, stříbrníků a cínařů. S Václavem Husou přebíral spisy apelačního soudu v Praze. Za druhé světové války do své internace řídil přemisťování archiválií. Je rovněž autorem inventáře kapucínského archivu na Hradčanech a soupisu cechovních privilegií v České dvorské kanceláři. K robotním seznamům vydávaným v letech 1941–1942 vypracoval místní rejstříky (konkrétně se jedná o kraje Berounský, Boleslavský, Budějovický, Bydžovský, Čáslavský, Hradecký, Chrudimský, Klatovský a Kouřimský).

## Umělecká a historická sbírka
Rodinnou sbírku starožitností, zejména drobných judaik z manželčina dědictví rodiny Picků, vyvražděné nacisty, rozdělil jako dary mezi sbírky Židovského muzea v Praze, Národního muzea v Praze a Židovského muzea v New Yorku.